# FS ATR.100
 (décembre 2021).

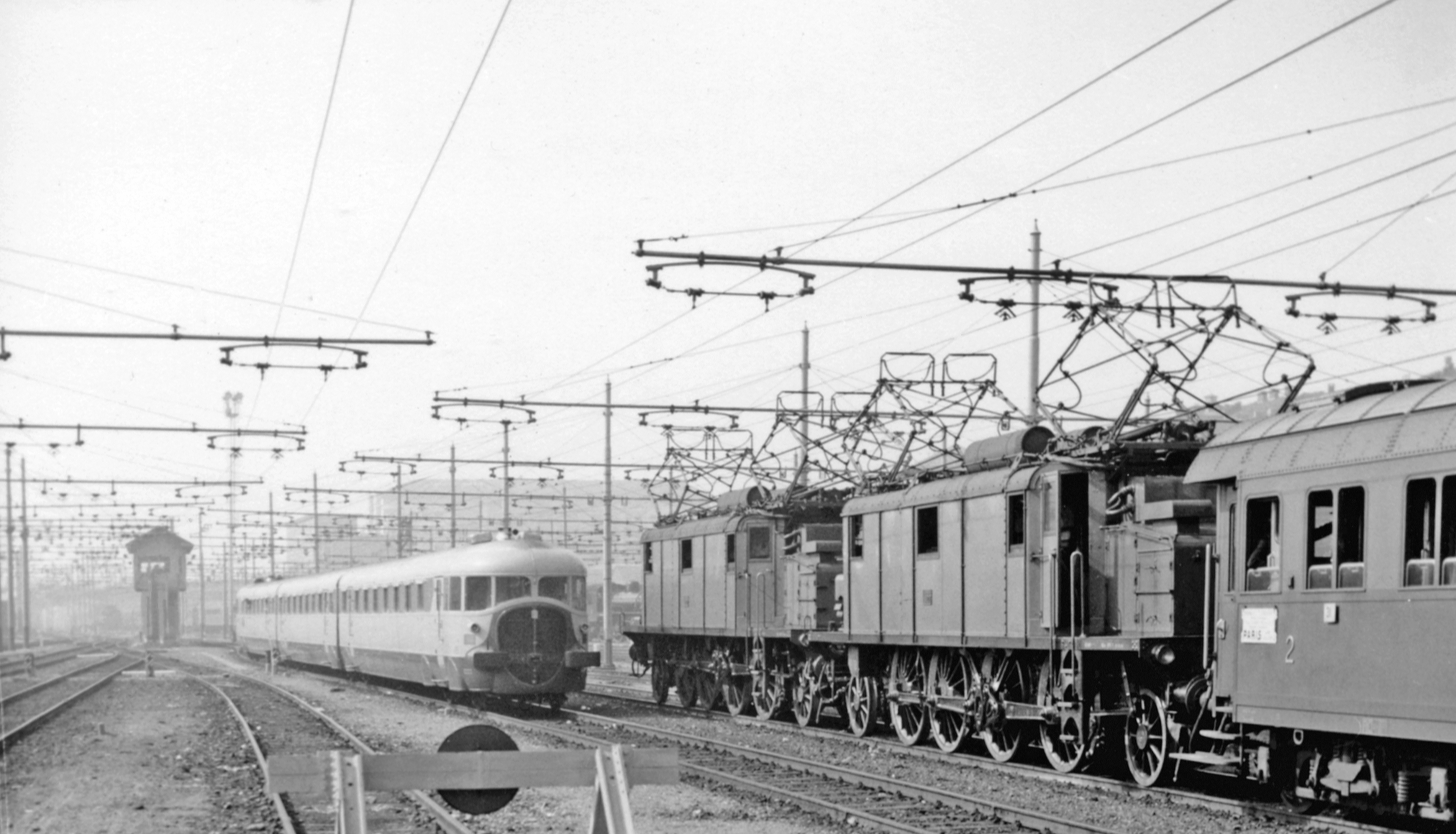
A gauche, une rame Fiat FS ATR.100 à Turin en 1937

La rame FS ATR.100 est un élément automoteur diesel (rame automotrice) italien de luxe à grande vitesse, conçu et fabriqué à partir de 1936 à Turin par FIAT MaterFer et exploité par la compagnie publique italienne Ferrovie dello Stato Italiane - FS, jusqu'en juin 1961.

## Histoire

### Le contexte historique
Durant les années 1930, les Ferrovie dello Stato Italiane (FS) l'entreprise ferroviaire publique d'Italie créée en 1905, après l'unification de l'Italie intervenue en 1860, avaient envisagé un très ambitieux programme de modernisation du réseau mais aussi du matériel roulant. La société avait hérité des réseaux et du matériel roulant exploités par des compagnies publiques et surtout privées en concession dans chaque État indépendant avant l'unification du pays. À partir de 1925, le royaume d'Italie s'était fixé comme objectif d'électrifier tout son réseau après une première expérience très concluante qui avait consisté à électrifier sous 3 kV continu la ligne Benevento-Foggia dans le sud du pays avec la mise en service des nouvelles locomotives électriques FS E.626. Les premières lignes importantes à électrifier étaient celle qui courait le long des Apennins : Milan–Bologne–Florence–Rome–Naples–Reggio de Calabre et la ligne transversale Turin-Milan-Venise. En parallèle, les FS étudiaient de nouvelles locomotives pour assurer ces liaisons comme les FS E.326 de 1931 et FS E.428 de 1934. 
Pour assurer les liaisons locales et régionales, les FS disposaient de la gamme des autorails légers Fiat Littorina ALb et ALn qui avaient complètement remplacé les anciens trains à vapeur. 
C'est dans ce contexte que les responsables italiens chargés d'établir le programme des transports du futur, lancèrent un programme visant la Grande vitesse ferroviaire. La première rame à grande vitesse italienne est la rame ETR 200 de 1934, conçue et réalisée par Breda C.F. qui a établi, en 1939, le record de vitesse sur une longue distance.
Les travaux d'électrification étant longs et coûteux, beaucoup de lignes très importantes n'ont pas toutes été immédiatement électrifiées comme la ligne Turin-Milan-Venise-Trieste ou Milan-Gênes. Pour ne pas pénaliser les voyageurs sur ces lignes, les FS décidèrent de concevoir un nouveau train qui devait disposer des mêmes critères de transport que les rames électriques ETR 200 : confort, silence et vitesse. Ces rames autonomes ne pouvant être équipées que de moteurs diesel : ce sera le projet ATR.100 confié en 1934 à Fiat Materfer.

### Les rames ATR.100
Comme ETR est l'acronyme de Elettro Treno Rapido - Rame Électrique Rapide, ATR est l'acronyme de Auto Treno Rapido - Autorail Rapide. Les rames ETR et ATR étaient des trains de luxe, avec une très haute qualité de services à bord. Toutes les caisses étaient équipées de la climatisation (une première mondiale), élément extrêmement rare pour l'époque sauf dans la voiture privée d'un roi ou d'un chef d'État mais jamais dans toutes les voitures d'un train, même très luxueux. 
C'est la société milanaise Breda C.F. qui a été chargé de la conception et la construction des rames ETR.200 et c'est le turinois FIAT qui a été chargé de l'étude et la construction des rames ATR.100. (Nota : Les FS avaient un système de codification qui imposait la numérotation des matériels : le 1er chiffre correspond au constructeur : 1 pour FIAT, 2 pour Breda C.F., 3 pour OM, 4 pour Ansaldo, etc..).
Les matériels FIAT MaterFer étaient très réputés et utilisés par les FS depuis très longtemps. Les rames Fiat Littorina en étaient l'exemple le plus récent et le plus répandu, en Italie comme dans de nombreux pays. FIAT Materfer engagea l'étude de la rame ATR.100 en 1934 qui, pour respecter le cahier des charges, devait être une rame automotrice articulée avec traction diesel-mécanique équipée de deux moteurs développant une puissance globale d'au moins 600 Ch pour garantir une vitesse minimale de 160 km/h.
En août 1936, Fiat présente aux FS son prototype Fiat 016, selon la codification interne usine, la première rame FS ATR.100-101. La rame comporte 3 caisses, les caisses d'extrémité sont équipées chacune d'un moteur diesel Fiat type V.1612, un V12 à 60° suralimenté développant 500 Ch à 1.700 tr/min. La conception des contacts caisse/voie était très novatrice. N'étant composée que de 3 caisses, Fiat avait réussi à démontrer aux ingénieurs des FS l'intérêt d'avoir des bogies centrales pour 2 caisses selon un schéma dit « Jacobs » alors que les FS auraient préféré le schéma classique de 2 bogies sous chaque caisse. (NDR : on notera au passage que ce principe a été copié par la SNCF et Alstom pour le TGV français alors qu'il augmente excessivement la charge à l'essieu sur la voie et rend très difficile l'extraction d'une voiture au centre de la rame sans avoir recours à des grues puissantes).
La longueur totale de la rame était de 60,50 mètres avec une disposition des essieux (1A)2’2′(A1). La rame disposait ainsi d'un essieu moteur sur chaque bogie d'extrémité. L’empattement entre bogies moteur et libre des caisses d'extrémité était de 17 570 mm et de 18 050 mm pour la caisse centrale. L'empattement entre essieux des bogies était de 3 600 mm.
Pour respecter au mieux le cahier des charges au niveau de la puissance des moteurs, Fiat avait bridé ses 2 moteurs V12 diesel suralimentés à 400 Ch (292 kW) chacun avec un régime maximum de 1.500 tr/min.

### Composition de la rame
La rame, identifiée sous le code usine FIAT tipo 016 a été immatriculée ATR.100 par les FS lors de son homologation. C'était une rame composée de trois caisses : 
- la 1re caisse était dédiée :
  - pour 1/3 à la cabine de conduite, aux installations techniques, à la cabine du chef de train et au compartiment postal,
  - pour 1/4 aux bagages des passagers, le fret, le vestiaire et toilettes du personnel,
  - le reste pour la cuisine et les réserves.
- la caisse centrale climatisée était réservée aux 36 fauteuils passagers de 1re classe luxe, inclinables, en velours avec tables escamotables pour les repas. Les fauteuils étaient répartis sur 12 rangs en face à face à 3 de front avec couloir, toilettes et dressing plus cabine pour le service de restauration à la place.
- la 3e caisse climatisée était réservée à 80% aux 42 passagers de 2e classe, comportant 14 rangs de fauteuils en face à face à 3 de front avec couloir, toilettes et dressing et à 20% à la seconde cabine de conduite.

Les cabines de conduite étaient un peu exiguës du fait de la présence du gros capot insonorisant du moteur V12, silencieux mais volumineux.
Le confort des voyageurs avait été particulièrement étudié pour éviter toute vibration engendrée par les moteurs ou par le roulement tout comme le silence quasi absolu à bord malgré la vitesse de 160 km/h. Cette rame a été parfaitement étudiée au niveau de l'aérodynamisme et de la décoration intérieure. La structure reposait sur des appuis anti-vibratiles et le plancher complètement plat était entièrement recouvert d'un épais tapis de laine.
La première rame ATR.100 fut livrée le 21 août 1936, et testée à partir du 26 août. À la demande des FS les 2 moteurs Fiat V.1612, 12 cylindres en V suralimentés de ce premier exemplaire définitif n'ont pas été bridés et développaient chacun la puissance de 500 Ch à 1.700 tr/min. Avec un poids à vide de 82,10 tonnes, la rame dépassa immédiatement les 150 km/h. Lors d'autres essais sur la ligne Turin-Novare le 12 novembre 1936, elle dépassa 162 km/h. Mais la politique des FS n'a jamais été la recherche de la vitesse maximale ponctuelle mais la vitesse maximale constante sur un trajet complet. Aucun autre essai de vitesse pure n'a été réalisé alors que la rame aurait pu largement dépasser les 175 km/h.
La rame a été exposée à la 18e Foire de Milan en 1937. Les journalistes présents l'ont qualifiée de bolide de la vitesse qui va relier Turin, Milan et Venise à une moyenne de 170 km/h. Cette rame est restée dans la mémoire des voyageurs de 1re et de 2e classe comme un train rapide confortable et luxueux.

## Services
Le premier exemplaire de l'ATR.100 a été livré le 21 août 1936 mais, à cause de l'éclatement de la Seconde Guerre mondiale, le dernier des 9 exemplaires commandés ne sera livré qu'en 1940.
Les premiers exemplaires ont assuré les liaisons entre Turin, Milan et Venise mais également entre Turin et Aoste, Milan, Gênes, Bologne, Venise et Trieste. La rame ATR.100-105 se trouvait à Rome en 1940 pour tester la liaison entre Rome et Milan mais l'armée réquisitionna les moteurs comme sur les ATR.100-106 et 107 en gare de Turin pour leur utilisation par la Marine Royale Italienne.
Les quatre unités 102, 104, 105 et 109 furent détruites à la suite des bombardements alliés durant la Seconde Guerre mondiale. L’ATS.1 a été mis en service le jour de l'entrée en guerre de l'Italie fasciste. Il fut mis à l'abri à Florence où il fut détruit par un bombardement.
Après la fin de la guerre, les FS ont récupéré les 5 exemplaires encore utilisables même si plusieurs étaient endommagés et confia ces 5 ATR.100 en 1947 au constructeur FIAT pour une remise à niveau. Le but était alors d'assurer le déplacement des personnes dans des rames rapides mais moins luxueuses. Les rames ont complètement été restructurées avec la suppression de la cuisine remplacée par 44 fauteuils de 2e classe. La voiture centrale de 1re classe vit sa capacité portée de 36 à 38 fauteuils. La capacité totale grimpa à 115 et 136 places assises.
Les 5 ATR.100 reconditionnés reprirent du service régulier en 1948 sur les lignes Turin-Milan, Milan-Bologne et Milan-Gênes. Toutes les rames ATR.100 ont été retirées à partir du 3 juin 1961, date à laquelle l'électrification de la dernière ligne desservie par ces rames a été opérationnelle.

### Résumé des rames en service FS
- ATR.101 - modifiée en 1948, nombre de places assises porté à 115,
- ATR.102 - détruite durant la Seconde Guerre mondiale,
- ATR.103 - modifiée en 1948, nombre de places porté à 115,
- ATR.104 - détruite durant la guerre,
- ATR.105 - détruite durant la guerre,
- ATR.106 - modifiée en 1948, nombre de places porté à 115 puis détruite dans un incendie le 3 juin 1961, dernier jour de service avant réforme du matériel,
- ATR.107 - modifiée en 1948, nombre de places porté à 136,
- ATR.108 - modifiée en 1948, nombre de places porté à 115,
- ATR.109 - détruite durant la guerre.

## Les rames ATS.1 - Les petits frères de grand luxe
Fruit d'un projet commun entre les bureaux d'études des FS et de Fiat MaterFer, l'ATS.1 est une rame automotrice directement dérivée de l'ATR.100. En fait, c'était la même rame sans la voiture centrale, d'une longueur totale de 43,0 mètres. Très peu de documents sont disponibles car un seul exemplaire a été réalisé en 1940 et cette rame ne correspondait pas à une demande des FS mais à la volonté de Fiat de pouvoir disposer d'un train spécial et luxueux pour assurer sa promotion auprès de rois, chefs d'État et autres grands personnages de l'époque. Seul le Centro Storico FIAT dispose de quelques rares documents à ce sujet et d'une photographie consultable sur le compte Facebook du Centro Storico FIAT.
Outre les caisses motorisées d'extrémité, l'ATS.1 partageait avec l'ATR.100 toute la partie mécanique dont les deux moteurs diesel Fiat V12 suralimentés mais bridés à 562 kW au total avec une disposition des essieux (1A)2′(A1).
Construit et aménagé comme un train d'hyper luxe destiné aux plus riches têtes couronnées de la planète, à l'image du fameux train Royal italien de 1929, son aménagement intérieur comprenait : 
- dans la voiture 1, après la cabine de conduite en extrémité, un local technique avec centrale de climatisation et de chauffage, pompes pour la distribution d'eau potable dans la voiture, chambre à 4 lits et cabinet de toilettes pour le personnel, la chambre principale avec salon attenant et salle de bains avec baignoire et toilettes, deux chambres-bureaux single avec cabinet de toilette.

- dans la voiture 2, un local radio-téléphone avec opérateur à demeure, trois chambres-bureaux single avec cabinet de toilette, l local pour le personnel roulant des FS chargé de la conduite du train et une équipe de secours, une chambre 4 lits pour le personnel avec cabinet de toilette, la cuisine pour l'ensemble, une salle de repos pour le personnel et la seconde cabine de conduite.

La vitesse était bridée à 135 km/h mais la rame pouvait facilement atteindre 160 km/h en cas de nécessité. Il faut aussi noter la présence d'une réserve en eau potable gigantesque, on a parlé de 5 m3.
La rame est restée un exemplaire unique en Italie et fut détruit lors d'un bombardement durant la Seconde Guerre mondiale. Un second exemplaire, aménagé sur mesure, a été construit en 1948 pour le roi Farouk Ier d’Égypte qui l'utilisa pour chacun de ses voyages à l'intérieur du pays comme à l'étranger.

## Les rames ATR Fiat 016 à l'étranger
À la suite de cette expérience, la renommée du constructeur s'en est trouvée confortée et Fiat a réalisé de nombreuses rames automotrices de ce type entre 1952 et 1954  pour la RENFE - Red Nacional de los Ferrocarriles Españoles (Chemins de fer espagnols) 50 rames TAF (Trenes Automotores FIAT) et 3 rames du même type pour les CP portugais (Chemins de fer portugais). 
En 1963, la RENFE commanda à Fiat 60 rames TER (Trenes Españoles Rapidos) qui ont été livrées entre 1964 et 1966.

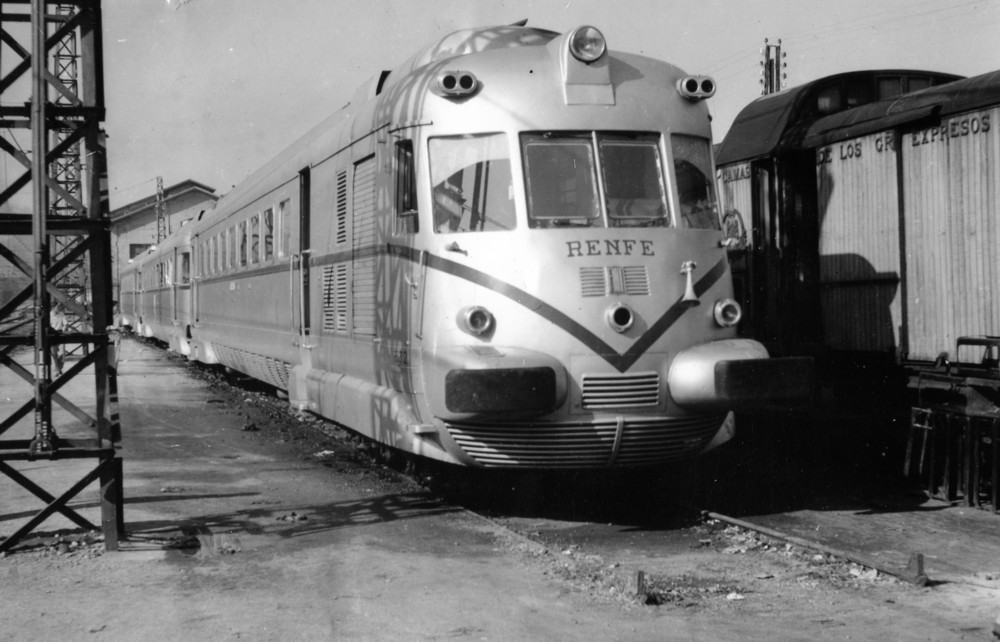
Rame Fiat RENFE 595 au dépôt d'Irun (1955).
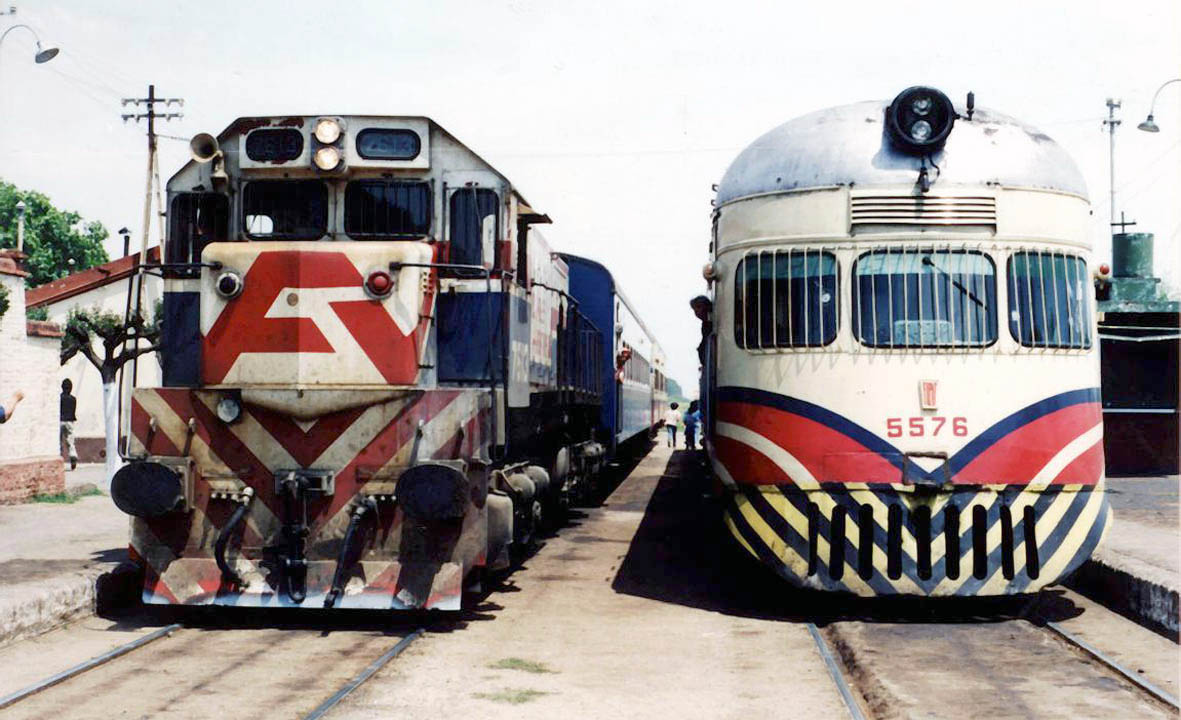
Aame Fiat Materfer 7131.

## Les rames automotrices dérivées
Les rames automotrices diesel Fiat ont connu plusieurs évolutions techniques mais également esthétiques. La face avant notamment, a été adoucie au fil des ans pour adopter un profil très aérodynamique comme sur les versions espagnoles et portugaises Renfe série 595 et CP série 0500 et qui a abouti à la première version du prototype du Pendolino le Fiat Y 0160 en 1960.
Il faut noter également que 339 exemplaires d'une version à deux caisses Fiat MaterFer 7131 ont été livrés aux "Ferrocariles Argentinos".